# Gerd Wetteholm
Gerd Wetteholm, född 1956 i Charlottenberg, är en svensk silversmed.
Wetteholm studerade vid Guldsmedsskolan i Mjölby 1978-1981, och driver tillsammans med Anna Dahlén Karlsson sedan 1977 designföretaget Svenska smycken i kavaljersflygeln på Rottneros. Hon har medverkat i grupputställningar på bland annat Värmlands museum. Vid sidan av sin egen verksamhet är hon kursledare i utbildningskurser för branschfolk.